# Хондрити

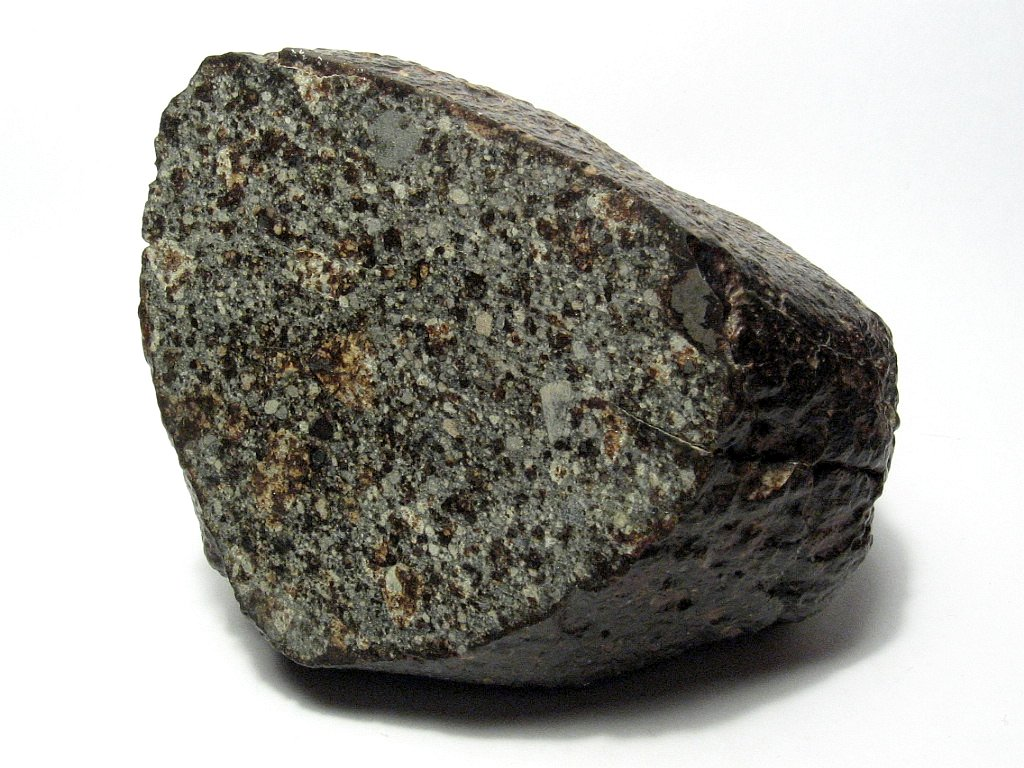
Хондри в тілі метеорита

Хондрити — найпоширеніший тип кам'яних метеоритів, що становить близько 90 % усіх кам'яних метеоритів. Характерною рисою хондритів є наявність хондр — сферичних часток розміром до горошини, що містяться в основній тонкозернистій масі метеорита. Для хондритів (у порівнянні з ахондритами) характерним є більший вміст металів і сульфідних мінералів. Вони містять значну кількість нікелистого заліза (Fe-Ni) у вигляді дрібних зерен.
Із погляду сучасної космохімії вважається, що хондрити — найменш змінена фаза конденсованої в протопланетній хмарі речовини.
Елементарний склад хондритів близький до складу Сонця і значно відрізняється від земних порід. Близько 85 % хондритів складаються з крапель силікатної речовини, що застигла у формі кульок — хондр, занурених у тонкозернисту масу, яка являє собою продукт розкристалізації тієї ж силікатної речовини. Головними її складовими є олівін та ортопіроксен, у невеликих кількостях наявні плагіоклаз та кальцієві піроксени, звичайними домішками є нікелисте залізо, троїліт (FeS), вітлокіт (його основна складова — фосфат кальцію Ca3[PO4}2).

## Класифікація
За класифікацією Прайора (1923)[джерело?], хондрити поділяли відповідно до збільшення процентного вмісту Ni в нікелистому залізі й підвищення частки оксиду Fe у магнезіальних силікатах, на 3 групи: енстатитові, бронзитові й гіперстенові. Мазон (Mason, 1960) і Рінґвуд (Ringwood, 1961) виділяли 5 груп хондритів[джерело?]: енстатитові, олівін-бронзитові, олівін-гіперстенові, олівін-піжонітові та вуглецеві. 
Сучасна класифікація поділяє хондрити на два підтипи:
- Звичайні хондрити — найбільш поширений клас. Поділяється на групи або за вмістом заліза та його хімічним станом (H-група, L-група та LL-група), або залежно від мінерального складу (олівін-бронзивітові, олівін-гіперстенові та олівін-піжонітові);
- Вуглецеві хондрити — їх особливістю є великий вміст легких елементів та їх сполук, зокрема, води, вуглецю, сірки, складних органічних сполук (виявлено гетероциклічні сполуки, амінокислоти). Розподілені на чотири великі групи, які названо за типовими представниками: CI (Івуна), CM (Мігеї), CO (Орнанс) та CV (Вігарано).